# 待ったなし大相撲
待ったなし大相撲（まったなしおおずもう）は、1992年3月 - 2000年1月にTBSラジオ等で放送されていたスポーツ番組。本項では、1990年代に放送されたTBS制作の大相撲実況中継番組についても扱う。

## 概観
1992年春場所、同年開始されたAMステレオ放送の普及目的と、折からの『若貴ブーム』を受けて、TBSラジオが20数年振りに初日・中日・千秋楽の17時より1時間枠（千秋楽は1時間半枠）の大相撲実況生中継を再開したが、先に放送権を手放した文化放送の『大相撲熱戦十番』ほど、NHKの中継に対する独自色の強い内容ではなかった。また1996年からは、RealAudioフォーマットのストリーミング生中継も試行した。
北海道放送でも、TBS制作の生中継をネットしていた時期があった。ただし取組の間はスタジオからの進行で、道内出身力士の結果などを流していた。
この本場所実況生中継に加え、TBSは更に『まった無し!大相撲』と題した、場所中毎日10〜30分間のダイジェスト番組を追加し、ネット配信を開始。概ねナイターインシーズンはプロ野球中継終了後の21時台に、ナイターオフシーズンは18〜21時台に放送し、『大相撲ダイジェスト』（テレビ朝日制作）のラジオ版的な聴き方をされた。その後、初日・中日・千秋楽の生中継番組が終了した頃、呼称は同一のまま、番組名表記を『待ったなし大相撲』に変更している。
なお、同番組は中部日本放送（名古屋場所制作協力）、アール・ケー・ビー毎日放送（現RKB毎日放送、九州場所制作協力）に時間差ネットされていた他、毎日放送（MBS）ラジオ（大阪場所制作協力）と和歌山放送では後期から同一タイトル・同一スポンサーの下で、TBSの実況音声素材を使用しつつも、内容は別のローカル番組を独自制作していた。
毎日放送では桂文福や旭堂小南陵ら好角家の芸人が独自の観点から解説し、和歌山放送は郷土出身全力士の勝敗を伝えることに傾注した。すなわち、『待ったなし大相撲』はTBS制作の全国版と、近畿広域版、和歌山版の同名3番組が併存していた時期がある（企画ネット。両局における『ネットワークTODAY』の扱いと同様）。
『待ったなし大相撲』が終了した2000年1月は三代目若乃花が現役を引退する前場所に当たり、結局『若貴ブーム』と共に幕を引いた便乗番組だったとして局と全国スポンサー（NTT、日清食品、イエローハット等）の姿勢を批判する声も上がったが、素材用実況はベテランの山田二郎アナウンサーらが、また司会進行は好角家として知られる浜尾朱美らが担当し、スペシャルウィークの週末には他分野のプロスポーツ選手や各界の相撲通を招いて型に填まらぬ批評を仰ぐなど、番組内容には相撲ファンを納得させるものがあった。
なお、TBSラジオは『待ったなし大相撲』の終了後も、大相撲本場所の放送権を保有。実況音声を収録した素材を、TBSグループのテレビ・ラジオ番組にとどまらず、民放他局のスポーツニュースにも提供している。TBSテレビ系列で平日の早朝に放送されている情報番組において、『みのもんたの朝ズバッ!』時代の2005年5月から『あさチャン!』時代の2020年途中まで、大相撲本場所の期間中や千秋楽の翌日（月曜日）に大相撲のダイジェストコーナー（「朝ズバッ!大相撲」→「あさチャン!大相撲」）が設けられていたのもこのような事情による。

## 大相撲中継の一時再開
TBSラジオでは、2008年（平成20年）の初場所・大阪場所および、2009年（平成21年）の初場所でも実況中継を放送。当時「朝ズバッ!大相撲」へ顔出しで交互に出演していた初田啓介、小笠原亘、新タ悦男、赤荻歩（いずれもTBSテレビのスポーツアナウンサー）が実況を担当した。
TBSラジオが大相撲の中継を8年振りに再開した2008年の初場所では、日曜日（1月13日）に組まれていた初日に、当時横綱だった朝青龍と白鵬の取組（全2番）を『橋本清のエキサイトベースボール・サンデー』枠内で中継。日本相撲協会から出場停止処分を受けていた朝青龍が当日の取り組みで2場所振りに土俵に復帰したことから、中継に際しては、師匠の高砂親方（元・大関朝潮）を解説役に迎えた。ちなみに、高砂親方は初場所中に、朝青龍の近況を語る目的で土・日曜日の他番組にゲストで招かれている。また、2日目以降（月曜日を除く）の平日と土曜日には、基本として「結びの一番」（中日には「これより三役」と呼ばれるラスト三番）を生中継（中継の枠内に収まらなかった場合には当日中の録音中継）で通常番組に挿入。1月27日（日曜日）の千秋楽では、「結びの一番」（白鵬対朝青龍戦）から白鵬の優勝インタビューまで生中継で放送した。
その一方で、2009年の大阪場所は、日本プロ野球（NPB）のオープン戦からレギュラーシーズン序盤までの期間（3月15日 - 3月29日）に組まれていた。当時のTBSラジオはNPBの公式戦を『TBSラジオ エキサイトベースボール』として月曜以外の曜日にレギュラーで中継していたため、NPBのデーゲーム中継を編成した日には大相撲の中継を休止していた。

## 主な出演者

### TBS制作版
◎：TBSのスポーツアナウンサー（出演時点）
- 浜尾朱美
- 堀江ゆかり
- 山田二郎◎
- 中村秀昭◎
- 武方直己◎
- 香川恵美子◎
- 坂信一郎
- 藤波辰爾
- ポール牧

### MBS制作の企画ネット版
- 桂文福
- 初代旭堂南鱗
- 三代目旭堂小南陵（のち四代目旭堂南陵）

上記のほか、『毎日放送ダイナミックナイター』または『太田幸司のスポーツナウ』のアシスタント（岡本育子など）が本番組のアシスタントも兼務していた。